# Angelo Tasca

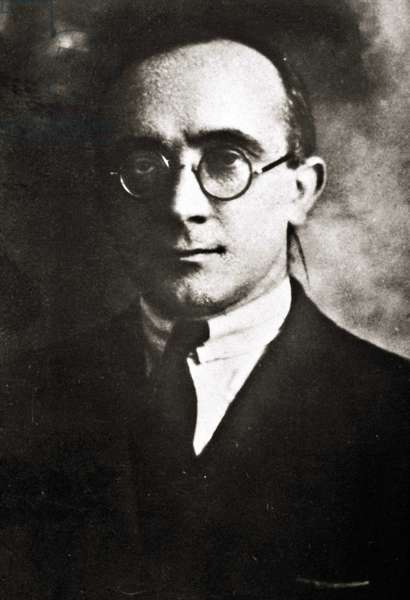
Angelo Tasca

Angelo Tasca (* 19. November 1892 in Moretta, Piemont; † 3. März 1960 in Châtillon, Hauts-de-Seine; Pseudonyme Jean Servant, A. Rossi) war ein italienischer und französischer Politiker und Journalist. Tasca war einer der Mitbegründer des Partito Comunista Italiano (PCI) und später ein Funktionär des Vichy-Regimes, der auch mit der belgischen Exilregierung und Résistance kollaborierte. Nach dem Zweiten Weltkrieg endete seine politische Karriere, aber er setzte sich im Kalten Krieg publizistisch für Antikommunismus, insbesondere die Entstalinisierung, ein.

## Leben
Tascas Leben kann grob in vier Phasen eingeteilt werden: Nach seiner Jugend begann seine Zeit in den sozialistischen und kommunistischen Bewegungen in Italien sowie auf transnationaler Ebene, die im Bruch mit dem in den kommunistischen Organisationen vorherrschenden Stalinismus endete. Es folgte das Exil in Frankreich, in dem er das Vichy-Regime im Antikommunismus unterstützte, aber gleichzeitig auch Kontakte zur Résistance pflegte. In der letzten Phase seines Lebens nach dem Zweiten Weltkrieg betätigte er sich nur noch auf publizistischer Ebene gegen Stalinismus in Frankreich und Italien. Seine Tochter Catherine ist seit 2004 Mitglied des französischen Senats.

### Jugend
Angelo Tasca wurde 1892 in eine Arbeiterfamilie aus Bussoleno geboren und wuchs als Einzelkind in armen und zerrütteten Familienverhältnissen auf. Sein Vater war ein Eisenbahnarbeiter und Sozialist mit anarchistischen Sympathien; seine Mutter arbeitete häufig monatelang als Saisonarbeiterin im benachbarten Frankreich, sie war fasziniert von französischer Kultur. Um die Jahrhundertwende zog die Familie nach Turin, kurz darauf zerbrach die Ehe und Tascas Mutter eröffnete ein Restaurant in Monte Carlo. Tasca verblieb beim Vater und absolvierte zunächst für drei Jahre die Scuola Tecnica Giovanni Plana und danach das Liceo classico Vincenzo Gioberti. In seiner Freizeit besuchte er sozialistische Jugendclubs, wo er innert unterdurchschnittlicher Zeit zu einem Anführer wurde.

### Aufstieg und Fall in der kommunistischen Bewegung
Tasca wurde früh ein gefragter Redner und Journalist in der Turiner Arbeiterbewegung, insbesondere im Schlagabtausch mit dem Nationalismus: Zusammen mit Benedetto Croce und Giovanni Gentile wendete er sich gegen den damals im Sozialismus vorherrschenden Positivismus und agitierte für eine neuhegelianische Philosophie in der 1908 gegründeten La Voce. 1909 hielt er seine erste agitatorische Rede gegen den Staatsbesuch Zar Nikolaus II. in Italien.
1911 führte er Antonio Gramsci in die sozialistische Bewegung in Turin ein.
Von September 1915 bis zum Sommer 1919 diente Tasca beim Militär, es war die einzige Zeit seines Erwachsenenlebens, in der er sich nicht politisch betätigte. Zu Beginn seiner Militärzeit verlobte er sich mit Lina Martorelli, einer Schwester seines Schulfreundes Renato Martorelli, die fünf Jahre jünger als Tasca war. Das Paar heiratete im April 1916 in Martorellis Geburtsstadt Asti; der Brautvater unterstützte die Eheleute danach finanziell. Aus der Ehe gingen drei Kinder hervor: Im März des folgenden Jahres wurde ihr erster Sohn, Carlo, geboren. Im Dezember des gleichen Jahres schloss Tasca seine universitären Studien mit einem Prädikatsexamen ab; die Abschlussarbeit beschäftigt sich mit Giacomo Leopardi.

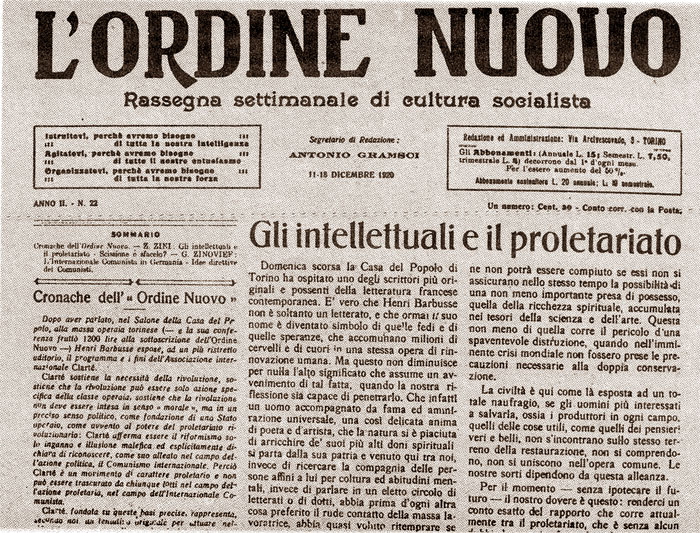
Titelseite einer Ausgabe der Zeitung L’Ordine Nuovo.

Nach seiner Entlassung aus dem Militär erhielt Tasca einen Job in der Sozialistischen Partei, und es war ihm möglich, zusammen mit einigen Mitstreitern auf der finanziellen Basis von 6000 Liren, von denen er die Hälfte von seinem Schwiegervater erhielt, die internationalistisch ausgerichtete Zeitung L’Ordine Nuovo zu gründen. Da er jedoch anders als Gramsci und Palmiro Togliatti, die die Räte als primäres Organisationsvehikel der Arbeiterbewegung und der Revolution sahen, Räte, Gewerkschaften und die kommunistische Partei auf Augenhöhe in der Organisation der Revolution sah, wurde er – mit Unterstützung Umberto Terracinis – bereits nach der siebten Ausgabe der Zeitung Opfer eines redaktionellen Coups.
Im Jahr darauf wurde Tasca zum Sekretär der Turiner Camera del Lavoro gewählt. 1921 war er Delegierter beim Gründungsparteitag des PCI in Livorno.
Am 11. Juni 1926 wurde Tascas erste Tochter, Valéria, geboren.
1928 emigrierte Tasca zunächst ohne seine Familie nach Paris. Im Frühsommer wurde er zum Vierten Kongress der Internationale nach Moskau berufen, wo er nach dem Kongress als Komintern-Vertreter der PCI fungierte. 1929, als Stalin seine Kampagne gegen rechte Kommunisten begann, ließ Togliatti Tasca aus der PCI ausschließen. Der Grund war Tascas Ablehnung der Politik Stalins.

### Jahre im französischen Exil
Zurück in Paris lernte Tasca Cécile Beitzman, die Tochter eines russischen Juden, kennen und hatte eine kurzfristige Liebesaffäre mit ihr. 1929 wurde er Mitarbeiter von Henri Barbusses Monde.
In den 1930er Jahren wandelte sich Tascas Ideologie vom Kommunismus und seinem Umfeld zur liberalen Demokratie hin. Zunächst bedeutete dies einen Aufstieg bei Monde, das sich mehr und mehr mit der Rolle des Liberalismus und des Kommunismus vis-à-vis des Aufstiegs des Faschismus befasste, was Tascas Expertise war. Tasca schaffte es, führende Intellektuelle wie Henri de Man, Émile Vandervelde, Jean Zyromski, Karl Renner, Henriette Roland Holst und Marcel Déat in die Debatte bei Monde einzubinden. Aber Tascas offene Konfrontation mit stalinistischer Strategie, liberaldemokratische Opposition gegen Faschismus auszugrenzen, brachte ihn in einen Konflikt mit Barbusse, dem Herausgeber des Monde.

### Antistalinismus nach dem Zweiten Weltkrieg
1953 erschien eine einflussreiche linke Kritik des Stalinismus von Tasca in Il Mondo.

## Bewertung
In der Rezeption zu Tasca kann man zwischen der Bewertung seiner politischen Ideologie und seinem analytischen Werk unterscheiden.

### Politische Ideologie
Insbesondere Tascas Rolle während des Zweiten Weltkriegs ist schwierig einzuordnen. Für den französischen Historiker Laurent Douzou ist er zugleich Politiker des Vichy-Regimes und Teil der (französischen) Résistance. Dagegen attestiert William Appleman Williams Tasca eine vollständige Hinwendung zum Faschismus, eine Bewertung, die jedoch zumeist als zu harsch ausfallend beurteilt wird.

### Sozialwissenschaftliche Analysen
Tascas Analyse des Faschismus wird als wegweisendes Werk und Grundlage der Historiographie des Faschismus betrachtet.

## Werke
- A. Rossi: La naissance du fascisme : l’Italie de 1918 à 1922. Gallimard, Paris 1938.
- Angelo Tasca: Nascita e avvento del fascismo : L’Italia dal 1918 al 1922. La nuova Italia, Scandicci (Firenze) 1950 (2. A. 2002. deutsche Übersetzung unter dem Titel Glauben, gehorchen, kämpfen. Aufstieg des Faschismus. Europa Verlag, Wien 1969).
- A. Rossi: Autopsie du stalinisme. Éditions Pierre Horay, Paris 1957 (Mit dem  Haupttext des Berichts zu Chruschtschow. Nachwort Denis de Rougemont).
- Angelo Tasca: I primi dieci anni di vita del PCI. Casa editrice Giuseppe Laterza & figli, Bari 1971 (Einl. Luigi Cortesi).
- Angelo Tasca: Vichy 1940–1944. Archives de guerre. Éd. Denis Peschanski. Reihe: Annali Fondazione Giangiacomo Feltrinelli. Feltrinelli, Mailand 1986, ISBN 880799044X; CNRS, Paris ISBN 222203843X.
- Angelo Tasca, David Pesch Bidussa (Hg.): La France de Vichy. Archives inédits d’Angelo Tasca. Reihe: Annali Fondaz. Giangiacomo Feltrinelli. Maison des Sciences de l’Homme, Milano 1997, ISBN 9788807990526, ISSN 0393-3954.[21]